# Thusaenys calvarius
Thusaenys calvarius is een krabbensoort uit de familie van de Epialtidae. De wetenschappelijke naam van de soort is voor het eerst geldig gepubliceerd in 1895 door Alcock.